# Allograpta fasciata
Allograpta fasciata är en tvåvingeart som beskrevs av Charles Howard Curran 1932. Allograpta fasciata ingår i släktet Allograpta och familjen blomflugor. Inga underarter finns listade i Catalogue of Life.